# Leptomysis mediterranea
Leptomysis mediterranea är en kräftdjursart som beskrevs av Georg Ossian Sars 1877. Leptomysis mediterranea ingår i släktet Leptomysis och familjen Mysidae. Inga underarter finns listade i Catalogue of Life.